# Chiesa di San Gottardo (Brescia)
La chiesa di San Gottardo è una chiesa parrocchiale cattolica di Brescia, posta sui Ronchi del Monte Maddalena, in Via San Gottardo, 19. Essa è affiancata dall'omonimo complesso conventuale comprensivo di chiostro. Le strutture si trovano in posizione panoramica, ad est rispetto alla città di Brescia, sono ubicati circa a 400 metri di quota, in posizione leggermente inferiore rispetto alla cima del monte.

## Storia

### Fondazione e primi secoli
La fondazione della chiesa e del piccolo convento attiguo avvengono il 4 maggio 1469, giorno della festa del Santo, per volere del medico e chirurgo Antonio de Balestris, di origine comasche. Egli possedeva dei terreni sui Ronchi bresciani, in località “tese alte day turdi ” ( "Le Tezze alte dei Tordi" luogo di cattura dei tordi con le reti). L'edificazione e la stessa dedicazione a San Gottardo sono state volute dallo stesso fondatore, devoto a questo santo per la guarigione dalla podagra che lo affliggeva. Alla presenza del popolo, il chirurgo consegna il complesso all' ordine dei Serviti della chiesa di Sant' Alessandro. A loro viene anche concessa la licenza per la questua in nome di San Gottardo, per il sostentamento dei frati. Il priore dei Serviti, Giovita Roberti, prese possesso del fondo e pose la prima pietra della futura chiesa e del convento.
Il frate Adeodato Caprioli finisce i lavori di costruzione e abbellimento delle strutture nei primi decenni del 1500. I confratelli di Sant’Alessandro lo svincolano da qualsiasi rendita e proventi ricavati con il proprio operato: il Caprioli utilizzerà questo privilegio per arricchire ulteriormente la chiesa con affreschi e dipinti. Nel 1519 il complesso conventuale e la chiesa diventano autonomi dall'ordine dei Serviti di Sant'Alessandro.
Fino alla fine del 1500 la chiesa viene ben officiata. Vi dimorano 4 frati, 2 sacerdoti e 2 laici. Seguono due secoli di grande fermento animato dalla sapiente guida dei priori Serviti. All’inizio del 1600 viene istituita la Confraternita dell’Addolorata e la piccola comunità si amplia, sostenuta dalle elemosine e dal piccolo appezzamento di terra nei pressi del convento.

### Dalla soppressione del convento ad oggi
Nel 1797 il Senato della Repubblica di Venezia sopprime il convento, che diventa di proprietà demaniale, (abolisce anche i Serviti di Sant’Alessandro). Questo sia per il troppo potere assunto dagli ordini religiosi, sia per incamerare i beni ecclesiastici, cercando di rialzare le sorti economiche della Serenissima, ormai giunta al suo crepuscolo.
- Nel XIX secolo il complesso viene ereditato da don Lodovico Balardini. Nel 1809 la chiesa ed il convento diventano proprietà di Pietro Borghetti.
- Nel 1867 don Pietro Capretti acquista tutto il complesso (chiesa, convento, parte colonica, orto, ronco e bosco) esprimendo la promessa di preservare l’officiatura. Complice però l’isolamento e le poche rendite, egli riesce solo a garantire la messa domenicale per gli abitanti dei ronchi.
- Nel 1928 Alessandro Faini predispone un lascito per la costruzione del campanile e la dotazione delle campane.
- La Curia Vescovile affida l’amministrazione delle strutture a Flaviano Capretti (erede di Pietro Capretti) affinché le risani, egli però non riesce a completarne la ristrutturazione e dopo numerosi contenziosi, decide di donare il complesso alla neonata parrocchia di San Gottardo.
- Nel 1936, si costituisce il Comitato per i restauri e viene istituita la parrocchia di San Gottardo sui Ronchi.
- Nel 1969 viene anteposto all'altare maggiore un altare in marmo.
- Negli anni ‘70 viene recuperata l’essenzialità dell’edificio primitivo ed impreziosito l’esterno, viene posizionato il portale ligneo di Giuseppe Rivadossi. Vengono poi recuperati alcuni affreschi e realizzate opere di abbellimento (nuovi dipinti e un nuovo concerto campanario).
- Nel 2003 si restaurano le facciate murarie. Nel ottobre 2007 sono poste alla venerazione dei fedeli le reliquie del beato Carlo I d’Austria, beatificato da Giovanni Paolo II, sopra di queste si trovano le reliquie dei santi Faustino e Giovita donate dal commendator Giuseppe Inselvini. Nel 2010 viene rifatta la pavimentazione interna.[1][2][3]

## Descrizione

### Esterno
Molto suggestiva e la scalinata di accesso al piazzale. L'esterno è caratterizzato dal non avere decorazioni stilistiche, risulta infatti lasciato a vista. La struttura muraria è in pietra locale e laterizi. La facciata è asimmetrica, ha un portale centrale, con rosone superiore, .l'ingresso è rialzato da dei gradini rispetto al piazzale.

### Interni
L'interno è ad aula unica, dotato di cappelle laterali sul lato sinistro, con presbiterio rialzato dal piano dell'aula, e arco santo a sesto acuto, a richiamare la struttura di copertura del presbiterio che si presenta voltata. La copertura dell'aula invece in legno a vista e con manto di chiusura in tavelle di cotto. All'interno vi è una pala d'altare del XVI secolo dipinta da Luca Mombello, che ritrae San Gottardo in atto benedicente, ai suoi piedi giace la mitria episcopale che egli rifiutò. Ai lati del Santo stanno in piedi due frati (Filippo Benizi e Gioacchino da Siena che ha fra le mani un giglio). Nella navata laterale, vi è una statua che raffigura il Santo con la mitria vescovile in capo, il pastorale e la bibbia stretti nella mano sinistra. Presso questa chiesa sono state ricoverate le opere provenienti da San Fiorano e dal Santuario della Madonna del Patrocinio (in particolare la pala di Sante Cattaneo).

## Tradizioni, devozioni e festa Religiosa
Secondo la tradizione quando furono scavate le fondamenta della chiesa si manifestarono alcuni prodigi: un certo Bertolino, muto dalla nascita, avendo preso per primo la zappa per rimuovere la terra, acquistò l'uso della parola; un altro infermo, Giorgino de' Zaffis, impedito ad un piede, fece anch'egli voto al santo che lo guarì consentendogli di recarsi sul colle senza alcuno sforzo. Numerose persone deformate dalla gotta e dai reumatismi nel corso dei secoli sono andate in pellegrinaggio alla chiesa. Con un fazzolettino esse strofinavano la statua del Santo, chiedendo la grazia della guarigione. Ancora oggi, le persone anziane soffrenti di dolori reumatici, hanno l'abitudine di compiere questo gesto. Al centro del chiostro di S. Gottardo vi è un pozzo a cisterna. Leggenda vuole che l'acqua di questo pozzo sia benedetta, poiché nel fondo vi è l'immagine del Santo. Secondo la credenza popolare questa cisterna non si sarebbe mai prosciugata. Gli abitanti del monte maddalena possedevano solitamente un “ronco”, ossia un appezzamento di terra con abitazione circondata da orti o frutteti. L'insieme di questi appezzamenti forma appunto i “ronchi”. Ogni proprietario assegnava al suo “ronco” il nome della propria famiglia.

### La Festa di San Gottardo
La ricorrenza festiva cade per tradizione il 4 maggio, anche se la data effettiva di morte del Santo e il 5 maggio 1038. Nel dialetto dei Roncari bresciani la festa viene denominata “fera de San Gothard”. In occasione della festa del Santo i fedeli, provenienti dalla città e dai paesi vicini, salivano in pellegrinaggio in segno di devozione e per richiedere la grazia. Era consuetudine dei pellegrini percorrere in ginocchio l'ultimo tratto di strada che conduce alla chiesa di San Gottardo. Nel giorno della festa all'interno della chiesa si accendono numerose candele e viene esposta la reliquia del Santo (”digitus sancti Godehardi”) custodita all'interno di un prezioso reliquiario d'argento, risalente alla fine del '600. Viene anche svolta una piccola processione con la statua del Santo attorno al cortile del convento. I sentieri che circondano la chiesa impediscono una vera e propria processione all'esterno. Fino agli anni Settanta la messa celebrata ai ronchi del giorno festivo era presieduta dal Vescovo di Brescia. La festa di San Gottardo, specialmente nei tempi passati, era un'occasione di incontro e di svago. 
(quotidiano la Sentinella Bresciana del 5 maggio 1891)
Alcuni mercanti ambulanti salivano con i loro carretti oppure a piedi, con la gerla sulle spalle. Durante il giorno di festa viene preparata la trippa.